# Danmarks Folkelige Broderier
Foreningen Danmarks Folkelige Broderier blev oprettet i 1954 med det formål at registrere og analysere gamle danske tekstiler i privateje. Ophørte i 1989.
I perioden 1955 til 1976 var der 101 små og store udstillinger rundt omkring i Danmark og Sydslesvig.
Med udgangpunkt i udstillingerne blev der udgivet tretten lysbilledserier:
| Serie I:    | Dansk Almuebroderi før og nu.                                   | 43 lysbilleder. |
| Serie II:   | Hedeboegnen.                                                    | 46 lysbilleder. |
| Serie III:  | Fyns Stift.                                                     | 42 lysbilleder. |
| Serie IV:   | Lolland-Falster.                                                | 40 lysbilleder. |
| Serie V:    | Sønderjylland.                                                  | 43 lysbilleder. |
| Serie VI:   | Bornholm.                                                       | 38 lysbilleder. |
| Serie VII:  | Sydslesvig.                                                     | 38 lysbilleder. |
| Serie VIII: | Østjylland.                                                     | 46 lysbilleder. |
| Serie IX:   | Nordsjælland-Stevns.                                            | 60 lysbilleder. |
| Serie X:    | Nordjylland.                                                    | 60 lysbilleder. |
| Serie XI:   | Vest- og Sydsjælland samt Møn.                                  | 60 lysbilleder. |
| Serie XII:  | Vestjylland.                                                    | 60 lysbilleder. |
| Serie XIII: | Seks danske øer - Læsø - Anholt - Sejerø - Fanø - Mandø - Rømø. | 60 lysbilleder. |

I tilslutning til lysbilledserierne, som kun blev kopieret i få sæt, blev der udgivet 128 forskellige mønsterark, der hver gengav et gammelt håndarbejde – teknik, mønster og historie. Disse ark blev udsendt til alle foreningens medlemmer.
Foreningens modtog blandt andet tipsmidler som hjælp til finansieringen af udgivelserne.